# Префектура Сага
Сага (Јапански:佐賀県; Saga-ken) је префектура у Јапану која се налази на острву Кјушу. Главни град је Сага.

## Градови
- Имари[2]
- Канзаки
- Карацу
- Кашима
- Оги
- Сага
- Такео
- Таку
- Тосу
- Уресино